# Antwerp Giants in het seizoen 2025/26
Het seizoen 2025/2026 was het 31e jaar in het bestaan van de Antwerpse basketbalclub Antwerp Giants.

## Seizoen
Volgende spelers verlieten de ploeg: Arne Schrevens, Maarten Vandenbossche en Vince Van Cleemput. Nieuwe spelers werden Niels De Ridder, Mateo Colak en de Amerikanen Rasheed Bello, Joel Murray, Rob Howard, Andrew Funk en Enoch Cheeks. Roel Moors bleef als coach net zoals assistent Christophe Beghin, Tom Van den Bosch kwam als assistent over van Leuven Bears.

## Selectie
Antwerp Giants ·
Brussels Basketball ·
Den Helder SUNS ·
Donar ·
Rotterdam City ·
Heroes Den Bosch ·
Kangoeroes Mechelen ·
Kortrijk Spurs ·
Landstede Hammers ·
Leuven Bears ·
Limburg United ·
LWD Basket ·
Okapi Aalst ·
Oostende ·
PrismaWorx BAL ·
Spirou Charleroi ·
Union Mons-Hainaut ·
ZZ Leiden